# Annie Potts
Annie Potts (født 28. oktober 1952) er en amerikansk tv- og filmskuespiller. 
Hun er nok bedst kendt for sin rolle, som Janine Melnitz, i Ghostbusters-filmene.

## Udvalgt filmografi
- Ghostbusters: Afterlife (2021)
- Queen Sized (2008)
- Toy Story 2 (1999; kun stemme)
- Toy Story (1995; kun stemme)
- Breaking the Rules (1992)
- Texasville (1990)
- Ghostbusters II (1989)
- Who's Harry Crumb? (1989)
- Pass the Ammo (1988)
- She's Having a Baby (1988)
- Pretty in Pink (1986)
- Jumpin' Jack Flash (1986)
- Crimes of Passion (1984)
- Ghostbusters (1984)
- Bayou Romance (1982)
- Heartaches (1981)
- Corvette Summer (1978)
- King of the Gypsies (1978)

## Fjernsyn
- Goodtime Girls (1980)
- Designing Women (1986-1993)
- Love and War (1994-1995)
- Dangerous Minds (1996)
- Over the Top (1997)
- Any Day Now (1998-2002)
- Joan of Arcadia
- Hercules
- Her Deadly Rival
- Fifty Years of Funny Females
- The Ultimate Driving Challenge
- Law & Order:SVU
- Ugly Betty (januar, 2008)
- WitchBoard 1988